# Adinandra epunctata
Adinandra epunctata là một loài thực vật có hoa trong họ Pentaphylacaceae. Loài này được Merr. & Chun mô tả khoa học đầu tiên năm 1940.